# Enfermedad de Nairobi
La Enfermedad de Nairobi es una enfermedad vírica africana del ovino y caprino, zoonósica leve,  transmitida por garrapatas, que cursa con gastroenteritis hemorrágica y alta mortalidad.

## Etiología
El agente causal es el Nairovirus NSDV, de la familia Nairoviridae. 
Los Nairovirus son ribovirus esféricos, de 90-129 nm de diámetro, con una envoltura bicapa lipídica con peplómeros glucoproteicos hemaglutinantes. Nucleocápsida de simetría helicoidal, trisegmentada, lo que se cree que podría facilitar fenómenos de recombinación en coinfecciones.
El NSDV pertenece al serogrupo Nairobi, y está muy relacionado con los virus Dugbe (vacuno, África Occidental) y Ganjam (caprino, India). 
Puede cultivarse por inoculación intracerebral en ratones o hámsteres lactantes, y en líneas celulares Vero y BHK-21, pero con bajo rendimiento y escaso ECP. 
Son sensibles a los disolventes de grasas y se inactivan a bajas concentraciones de formol y betapropiolactona, y post mortem por la acidificación de los tejidos. Fácilmente inactivados por autoclavado, resisten bien a T ambiente en suero; a 4 °C  durante semanas, y a la congelación.

## Epidemiología
- La oveja y la cabra son las únicas especies susceptibles a la infección y sensibles a la enfermedad, aunque el hombre puede sufrir infecciones laboratoriales leves. La rata de campo africana Arvicathus abyssinicus puede ser hospedador de mantenimiento.

- Su principal vector es la garrapata Rhipicephalus appendiculatus, y tanto ella como Rh. pulchellus la transmiten transovárica y transestadialmente durante al menos 2 años;  Amblyomma variegatum es mucho menos eficaz. Experimentalmente se puede transmitir por inoculación (o ingestión de grandes dosis) de sangre, suero o suspensiones de tejidos infectados.

- La enfermedad es frecuente en África Oriental, el área de distribución de su principal vector, especialmente en Kenia, Tanzania, Somalia y Etiopía, pero también aparece en Uganda y en África Central.

- La mortalidad en las áreas endémicas, donde la inmunidad suele estar muy extendida, se suele limitar a los animales introducidos, y aparecen brotes epizoóticos tras las lluvias y la proliferación de los vectores. La mortalidad en Merino y sus cruces se aproxima al 40%, pero en ovejas africanas sin lana suele llegar al 90%.

## Patogenia
Poco conocida y estudiada, pero parece bien establecido que tras la viremia transitoria subsiguiente a la picadura de una garrapata infectada, el virus se replica masivamente en tejidos linfoides y endotelio vascular, especialmente de tubo digestivo, dando lugar a fragilidad vascular con hemorragias e hiperplasia linfoide; se sospecha un componente inmunopatológico mediado por linfocitos. 
La reacción defensiva depende en buena medida del interferón, pero la reacción humoral es protectiva, y si es lo suficientemente rápida puede eliminar el virus antes de que se produzcan daños irreversibles.

## Clínica
Tras un período de incubación de 4 a 15 días aparece fiebre de hasta 40-41 °C, acompañada de leucopenia e intensa depresión, con animales cabizbajos e inmóviles, y anorexia, seguida de dolor abdominal, diarrea y descenso de la temperatura, con heces acuosas al principio y luego mucoides y hemorrágicas. Paralelamente se desarrolla descarga nasal mucopurulenta y hemorrágica, conjuntivitis y  disnea dolorosa, con taquipnea e hiperventilación. Hay infarto ganglionar palpable, y las hembras gestantes pueden abortar. La muerte suele ocurrir del 3.º al 6.º día, pero los supervivientes adquieren inmunidad de por vida.
Existen formas sobreagudas, en que la hipertermia aparece y declina abruptamente y es seguida por colapso y muerte en menos de 12 horas, así como subagudas, con anorexia, astenia y recumbencia con dolor abdominal y ligera diarrea.

## Lesiones
Las lesiones macroscópicas en los casos sobreagudos le limitan a linfadenitis generalizada con hemorragias petequiales y equimosis en las serosas de todos los órganos. 
En las formas más típicas son obvias las hemorragias gastrointestinales, especialmente en intestino grueso desde las válvulas ileocecales, tanto de tipo petequial como equimótico, o lineal en recto; el contenido es sanguinolento. Hay hiperplasia generalizada de órganos linfoides, que aparecen inflamados y edematosos, y esplenomegalia congestiva. Congestión y hemorragias petequiales y equimóticas aparecen también en todos los demás órganos y tejidos. El tracto genital y las membranas fetales aparecen edematosos y hemorrágicos en los casos de aborto.

## Diagnóstico
- De campo: basado en la aparición de gastroenteritis y catarros oculonasales graves en ovejas o cabras recién introducidas en áreas endémicas, especialmente si las ovejas locales no lo padecen y la prevalencia es alta en ovino, baja en caprino y nula en bovino y otras especies.

Requiere diferenciar de hidropericardias, Fiebre del Rift, carbunco, coccidiosis, peste de los pequeños rumiantes, y algunas intoxicaciones.
- Laboratorial: aislamiento por inoculación i.c. en ratón lactante y en ovino, o en línea BHK-21. IDGA, IFD o PCR pueden utilizarse también para detectar el virus; para serología se usan FC, HA-IHA y ELISA. La seroneutralización no es fiable. Las muestras a elegir son sangre heparinizada durante la fase febril, bazo o ganglios mesentéricos después, y muestras pareadas de suero para serología.

## Lucha
El tratamiento sintomático, el alojamiento cómodo y protegido y una buena alimentación reducen la mortalidad. and has been used during outbreaks,
En las áreas endémicas, el ganado local, continuamente expuesto, está protegido en su primera edad por los anticuerpos calostrales, y adquiere progresivamente la inmunidad natural. Existen vacunas atenuadas por pases sucesivos (140-150) en cerebro de ratón lactante o en cultivos celulares, eficaces pero con problemas de virulencia residual según la raza. and has been used during outbreaks,
El control se basa en la eliminación de vectores mediante baños acaricidas o más raramente acaricidas sistémicos, tanto de las ovejas y cabras como del bovino que podría sustentar alternativamente los vectores

## Aspectos zoonósicos
Las infecciones humanas son escasas y a menudo subclínicas, y sólo rara vez se manifiestan con un cuadro gripal leve de fiebre y artralgias. Existe evidencia de algún caso de infección natural, pero parecen más expuestos los trabajadores de laboratorio. Se ha observado en personas seropositividad pero no seroconversión.